# プレスター・ジョン

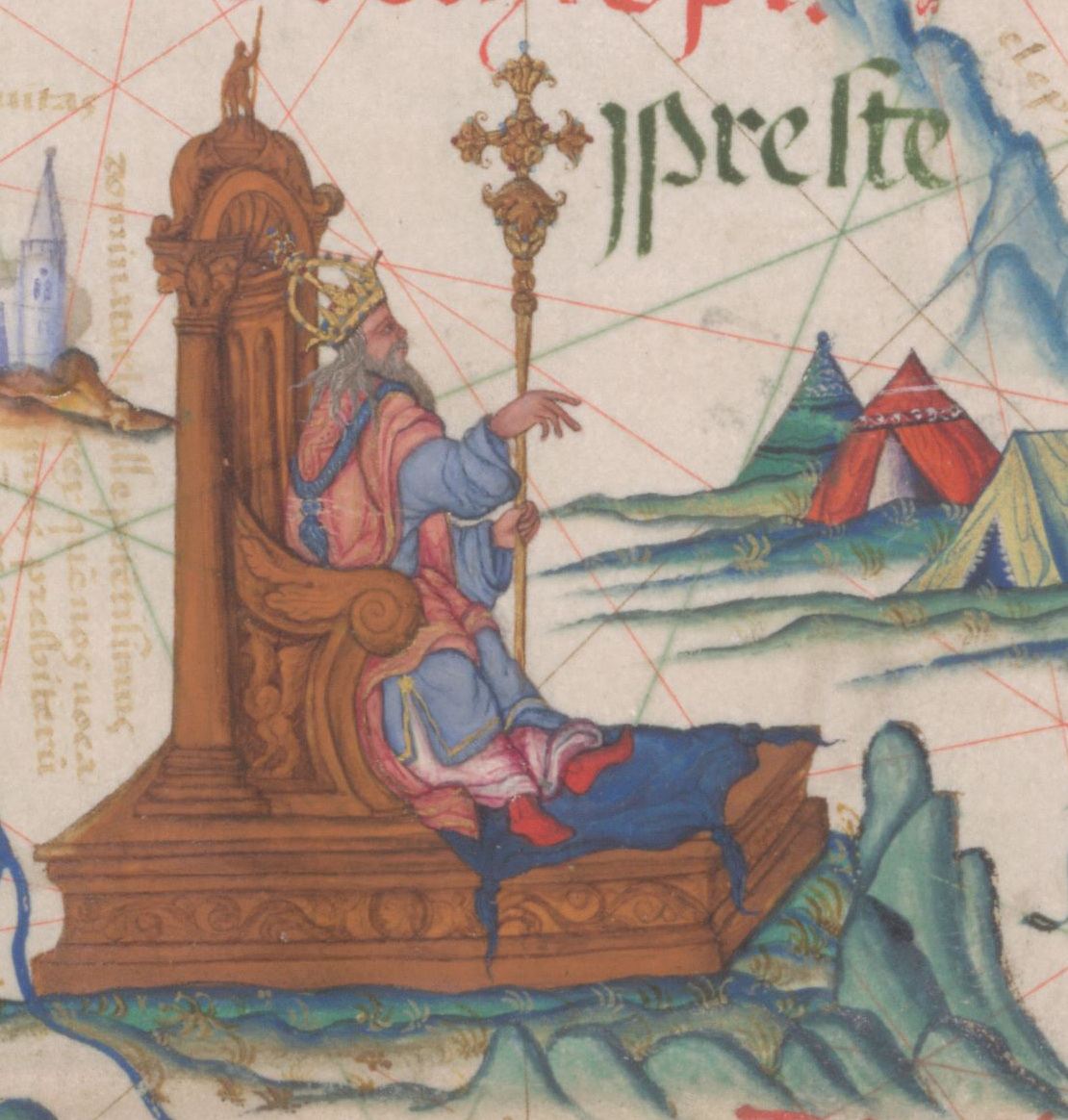
1558年に作成された世界地図上に描かれたプレスター・ジョン（プレステ・ジョアン）

プレスター・ジョン（英: Prester John、羅: Presbyter Johannes、葡: Preste João、プレステ・ジョアン）は、アジアあるいはアフリカに存在すると考えられていた、伝説上のキリスト教国の国王。プレスター・ジョン伝説では、ネストリウス派キリスト教の司祭が東方に王国を建国し、イスラーム教徒に勝利を収めたことが述べられている。
名前のプレスター（Prester）は聖職者、司祭を意味する。ドイツ語では、Presbyter Johannes の他に、Priesterkönig Johannes（司祭王ヨハネス）とする表記も行われている。

## 伝説の起源
1122年にインド大司教ヨハネと称する人物がローマを訪れ、教皇カリストゥス2世に対して自分の職権の承認を求めた。ヨハネは教皇に対してピション川の側に立つフルナという大都市のキリスト教徒、郊外の修道院と聖トマスの名前を冠する大教会について語ったことがランス僧院長のオドらによって記録されているが、このインド大司教を称する人物は教皇の権威を利用しようとした詐欺師の類だと考えられている。このインド大司教ヨハネのローマ訪問の記録は、しばしば後世に成立するプレスター・ジョンの伝説と混同して語られる。
12世紀のドイツで記された、フライジングのオットーの年代記内の1145年の条が、プレスター・ジョンに関する最古の記録と考えられている。1145年にシリアのガバラ司教ユーグは教皇エウゲニウス3世に謁見し、中東のキリスト教勢力がイスラーム教勢力との戦闘で苦境に陥っている戦況と共に東方に現れたプレスター・ジョンの情報を伝え、謁見の場に居合わせたオットーはユーグの言葉を書き残した。ペルシア、アルメニアの東方に存在する広大な国の王プレスター・ジョンがメディア、ペルシアを支配するサミアルドスを破り、メディアの首都エクバタナを占領したことが、オットーによって記されている。エルサレムに向かったプレスター・ジョンは道中でチグリス川に行く手を阻まれた。チグリス川の北では水が凍結すると聞いたプレスター・ジョンは北進するが川は凍結せず、やむなく帰国したと伝えられている。オットーは戦況の報告に続けて、プレスター・ジョンが新約聖書に登場する東方三博士の子孫であり、エメラルド製の笏を用いているという伝聞を付記している。
オットーが記録した報告は、東方に伝わっていたネストリウス派がウイグルの一部で信仰されていた点、西遼（カラ・キタイ）の皇帝・耶律大石がイスラム教国に勝利を収めたことなどに起因すると考えられている。オットーの年代記に現れるペルシアの王サミアルドスは、1141年のカトワーンの戦いで耶律大石に敗れたセルジューク朝の王アフマド・サンジャルに比定される。西遼の支配層である契丹人は遼の時代に仏教徒に改宗しており、12世紀初頭に耶律大石に率いられて中央アジアに移住した一団も仏教信仰を保持していたが、ヨーロッパに誤ってキリスト教徒と伝えられたと考えられている。しかし、耶律大石自身は仏教を信仰していたが、彼の軍内にはネストリウス派の信者が含まれていた可能性も指摘されている。
プレスター・ジョンの戦果の報告の後に書かれたオットーの情報には、聖トマスのインドでの布教を述べた『聖トマス行伝』に現れるインド王グンダファル（Gundaphara）からの影響が指摘されている。ほか、当時の神聖ローマ皇帝フリードリヒ1世がオットーの記述のモデルとなった人物の一人に挙げられている。

## プレスター・ジョンの書簡、噂の流布
12世紀前半のインド大司教ヨハネのローマ来訪、フライジングのオットーのプレスター・ジョンに関する最古の記録は、大きな反響を呼ばなかった。しかし、プレスター・ジョンの書簡の写しとされるものがヨーロッパ中に流布し、プレスター・ジョンの使者が現れたという噂も広まっていく。
1165年頃、東ローマ皇帝マヌエル1世コムネノスの元にプレスター・ジョンを差出人とする書簡が届けられる。マヌエル1世の元に届けられた書簡にはアレクサンドロス3世の英雄譚や布教のためにインドへ赴いた聖トマスの伝承が組み込まれており、62の国を従えた「3つのインドの王」プレスター・ジョンと彼の王国の栄華、不老泉などの王国の自然、インドに住む様々な怪物が記されていた。同様の手紙は神聖ローマ皇帝フリードリヒ1世、教皇アレクサンデル3世、フランス王ルイ7世、ポルトガル王アフォンソ1世の元にも届けられ、吟遊詩人、放浪の楽士を介してプレスター・ジョン伝説はヨーロッパに広まった。ラテン語による書簡の原文は1150年から1160年の間に作成されたと考えられており、120以上存在する書簡の写本は様々な言語に訳されている。写本作家によって記述は脚色され、版によってはアマゾン族、インドのバラモン、ゴグとマゴグ、イスラエルの十支族など様々なアジアの伝承が取り入れられている。書簡の作者は判明しておらず、制作の意図も諸説ある。当時の人々の願望を反映した理想郷、放浪の詩人が仲間を楽しませるために様々な逸話を組み合わせて作ったものなどが動機に挙げられ、ネストリウス派のキリスト教徒によって作成されたとする意見もある。歴史家レオナルド・オルスキーは神権政治の理想を説いたものだと解釈し、バーナード・ハミルトンは聖職者が世俗の支配者に服従する世界の有様を説こうとした神聖ローマ皇帝フリードリヒ1世が作成に関与したと考えた。1220年ごろにバイエルンのヴォルフラム・フォン・エッシェンバッハによって書かれた、聖杯王となる主人公をめぐる長大な宮廷叙事詩『パルチヴァール』の「後日談」には、プレスター・ジョンの伝説も織り込まれ、『東方旅行記』の著者として知られる14世紀のイギリスの騎士ジョン・マンデヴィルは書簡の写本を元にプレスター・ジョンの国の見聞録を書き上げた。
イスラーム教徒との戦争が膠着する状況を反映して、まだ見ぬプレスター・ジョンへの期待はヨーロッパ諸国、十字軍内に広がっていく。アレクサンデル3世はイスラーム勢力に対抗するため、1177年9月27日付けのインドのプレスター・ジョンに宛てた書簡を記し、医師のフィリップをプレスター・ジョンへの使者として送り出した。アレクサンデル3世の書簡は以前に届けられたプレスター・ジョンの書簡の返信という形式をとっておらず、その内容にも触れられていない。また、書簡の中でアレクサンデル3世は同盟の締結を提案しながらも、ローマ教会の正統性を主張していた。その後フィリップは消息を絶ち、彼が携えていた書簡の行方もまた判明していない。ユダヤ人医師ジョシュア・ロルキが引用した学者マイモニデスの手紙では「キリスト教徒の領主プレステ・クアンの国に住むユダヤ人」について言及され、1181年頃に編纂された『アドモント修道院年史』にはアルメニアにプレスター・ジョンの国が存在すると書かれていた。
1219年のチンギス・カンのペルシア侵入後まもなく、キリスト教徒であるタルタリー王ダヴィドが東方のキリスト教徒の援護に向かうといった、恐らくはネストリウス派のキリスト教徒によって作り上げられた噂が広まった。話の中ではチンギス・カンがイスラエル王の子でジョン王の孫にあたるダヴィデ王に擬せられており、中央アジア、ペルシアのイスラーム教徒に勝利を収め、シリア・エジプトのキリスト教徒の救援に向かっていると伝えられていた。ダヴィデ王の治める中央アジアのキリスト教国こそがプレスター・ジョンの国ではないかと噂された。1219年、キリスト教勢力の支配下にあるシリアの都市アッコの司教ジャック・ド・ヴィトリーは説教の中で、「二つのインドの王」ダヴィデがイスラーム教徒と戦うキリスト教徒の援軍として現れることを説いた。1221年には、アッバース朝の首都バグダード近郊にダヴィデ王の率いる軍隊が現れた報告がキリスト教世界にもたらされる。同年に実施された第5回十字軍に際して枢機卿ペラギウスと騎士修道会はこの噂を吹聴し、中東への新たな援軍の派遣を要請した。
12世紀におおよその内容が形成されたプレスター・ジョンの伝説は、13世紀に入ると写本作家、アジアから帰還した旅行者の見聞録によってより誇張されていく。プレスター・ジョンはヨーロッパ世界の探求心を刺激し、多くの探検家が派遣されたことでより現実に即したユーラシア大陸、アフリカ大陸の地図が作成されるようになる。

## アジアから帰還した旅行者の報告

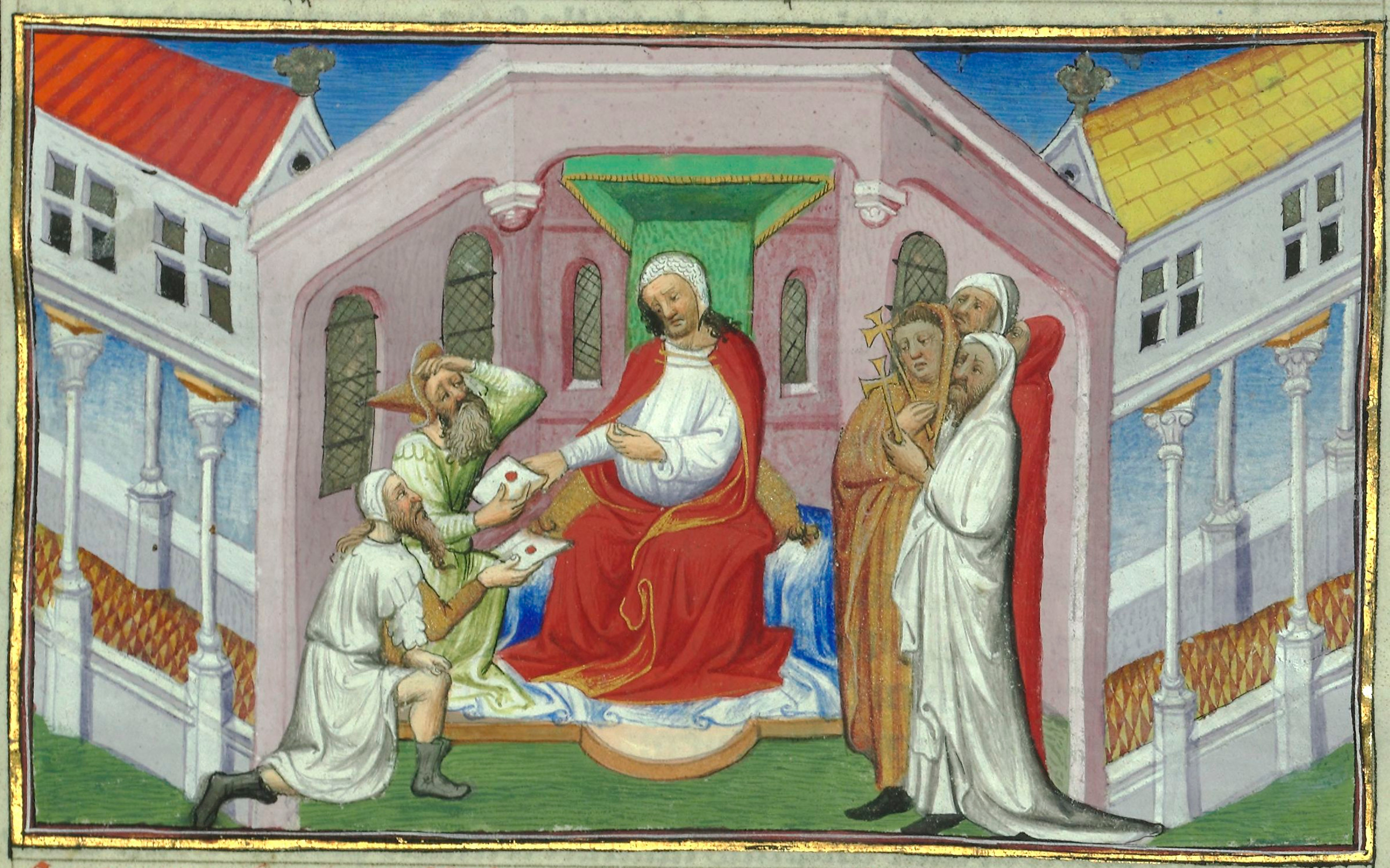
『東方見聞録』の挿絵にキリスト教国の君主として描かれたオン・カン（15世紀）

1237年にルーシに侵入したバトゥの率いるモンゴル軍はヨーロッパに強い衝撃を与え、現実離れしたプレスター・ジョンへの期待は薄れていった。しかし、モンゴル帝国の襲来後もプレスター・ジョンの国を探し当てる試みはなおも続けられ、13世紀のヨーロッパでは、プレスター・ジョンの国をモンゴルの支配下に入ったキリスト教徒の国とする傾向が主流になる。
1248年12月、キプロス島で第7回十字軍の準備を進めるフランス王ルイ9世の元にモンゴルの西アジア方面の司令官イルヂギデイ（エリジデイ）から派遣された使者を自称する、ダヴィデとマルコと名乗る2人組が現れる。彼らはエルサレムの奪取を図るイルヂギデイがフランスと同盟してイスラーム勢力を攻撃することを望んでいること、モンゴルの皇帝グユクとイルヂギデイがキリスト教に改宗し、さらにグユクの母はプレスター・ジョンの娘であると述べ立てた。使者の言伝に強い興味を持ったルイ9世は、ロンジュモーのアンドルーら3人のドミニコ会の修道士をモンゴルの宮廷に派遣した。しかし、アンドルーがモンゴルに到着したときにグユクは没しており、グユクの皇后オグルガイミシュが摂政として政務を執っていた。1251年にオグルガイミシュからの返書がルイ9世の元に届けられたが、返書はフランス国王自らのモンゴルの宮廷への貢納を要求するもので、キリスト教への改宗、同盟の締結について触れられていなかった。
1245年から1247年にかけてモンゴル帝国の宮廷を訪れたプラノ・カルピニはプレスター・ジョンと呼ばれる大インドの王がタルタル人の軍隊を破った報告を記したが、プラノ・カルピニの記したプレスター・ジョンはモンゴルに抵抗したホラズム・シャー朝の君主ジャラールッディーン・メングベルディーだと考えられている。1253年にモンゴル帝国の宮廷に派遣されたフランシスコ会修道士ウィリアム・ルブルックは、カラ・キタイの王位を簒奪したナイマン部族の指導者がジョン王と称せられていたことを報告した。ルブルックのいうジョンは西遼（カラ・キタイ）の帝位を簒奪したナイマンの王子クチュルクがモデルになっていると考えられているが、クチュルクは西遼の帝位に就いた当時はネストリウス派から仏教に改宗していた。また、ルブルックはジョン王には「ウンク」という名前の非キリスト教徒の兄弟がいたことを記しているが、「ウンク」はケレイトの指導者オン・カンを混同したものだと考えられている。シリア正教会の大主教バル・ヘブラエウスはルブルックの記録に現れるウンクをプレスター・ジョンと同一視し、配下であるチンギス・カンの殺害を企てたが逆襲を受けて戦死したと『シリア年代記』に記した。ヘブラエウスは『シリア年代記』でウンクがキリスト教から異教に改宗し、ユダヤ教国からクァラカタという妃を迎えたことも伝えている。
元を訪れたイタリアの旅行家マルコ・ポーロは『東方見聞録』において、ユヌ・カンと呼ばれる遊牧民の指導者がプレスター・ジョンあるいは仏語読みでプレートル・ジャンで、チンギス・カンとの戦闘で落命したことを記した。マルコ・ポーロの伝えたプレスター・ジョン像は過去に伝えられた大国の君主ではなく、チンギス・カンとの戦闘で不名誉な戦死を遂げた一指導者として書かれており、『東方見聞録』で述べられているプレスター・ジョンはケレイトのオン・カンに比定されている。ケレイト部族はチンギス一門の姻族とされ、モンゴル遊牧部族連合の有力部族のひとつとして存続した。チンギスの4男トルイの夫人でカアン（大ハーン）のモンケ、クビライの母となったソルコクタニ・ベキはジャカ・ガンボの娘で、オン・カンの姪にあたる。イルハン朝の開祖フレグ・ハンの正妻もケレイト出身のドクズ・ハトゥンで、イルハン朝下の西アジアで時期によってはキリスト教徒が優遇されるなどモンゴル王家のキリスト教徒に対する好意的な姿勢は、ケレイトの王族・貴族を通じてモンゴル帝国の王族・貴族に数多くのキリスト教徒が含まれていたことと無関係ではないと言われている。
やがて、カトリックの宣教師たちはプレスター・ジョン、彼の王国の実在性を疑問視するようになる。14世紀初頭に中国を訪れたポルデノーネのオドリコはキタイ（中国）から西に50日進んだ場所にあるプレスター・ジョンの国の情報を書き残し、これがアジアにおけるプレスター・ジョンの国についての最後の報告となった。プレスター・ジョンの国に着いたオドリコは住民からの情報を集め、ジョンにまつわる噂は真実ではないと断定した。14世紀後半に元が衰退し、ティムール朝という中央・西アジアにまたがるイスラーム教国が現れると、アジアに存在するといわれるプレスター・ジョンの国を探す試みはされなくなる。それでもなお、ジョン、ダヴィデなどの東方のキリスト教徒の王の伝説は大航海時代の後までヨーロッパの人々に幻想的な憧れを抱かせた。

## アフリカのプレスター・ジョン

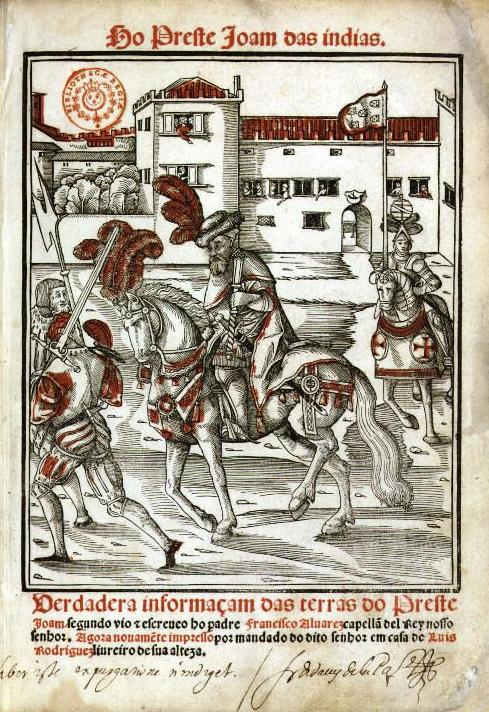
1540年に出版されたフランシスコ・アルヴァレスの見聞録の扉絵に描かれたプレスター・ジョン

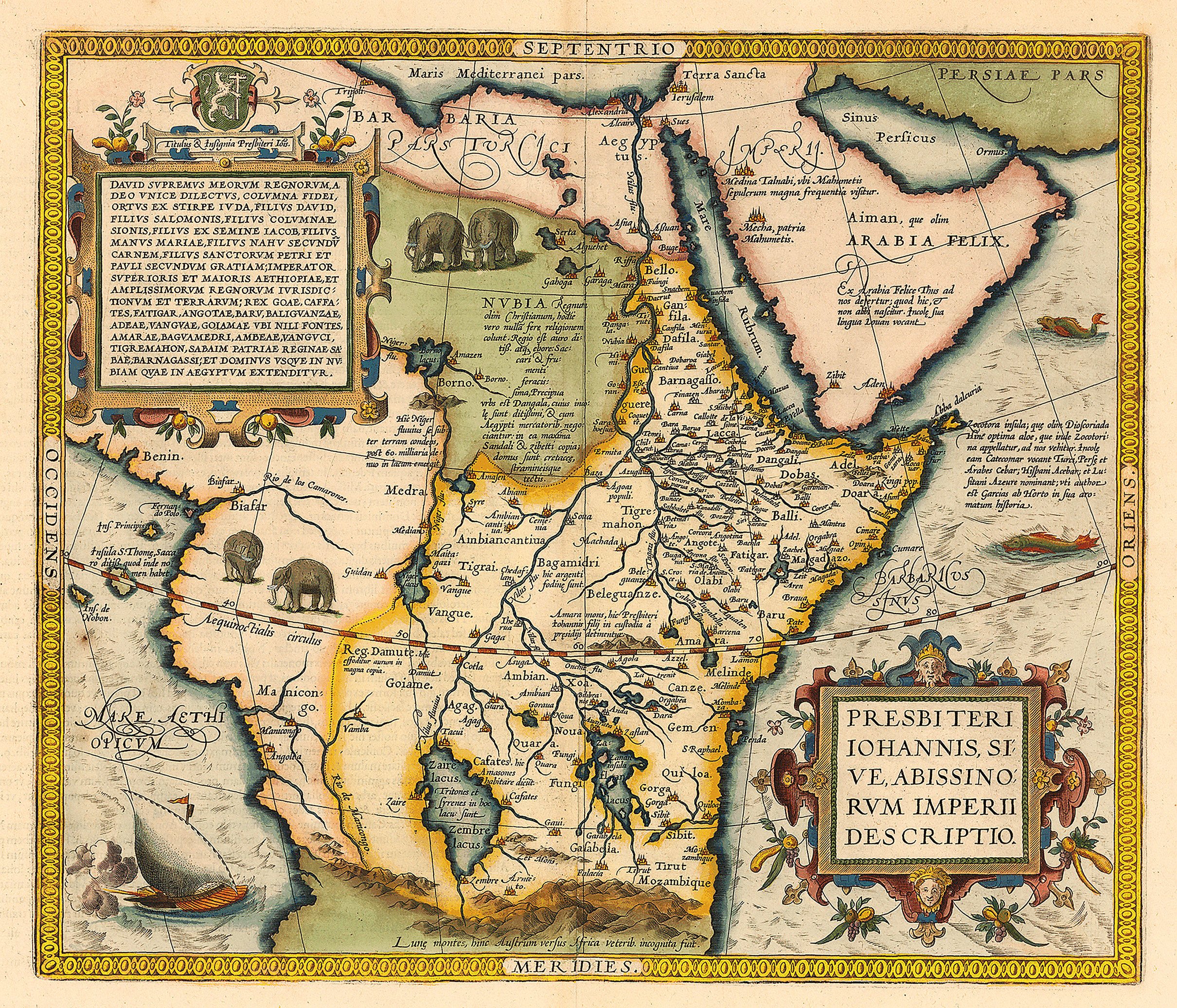
1558年に作成されたディオゴ・オーメンのインド洋海図に描かれた北アフリカのプレスター・ジョン（プレステ・ジョアン）

15世紀から16世紀にかけては、アフリカのキリスト教国であるエチオピア帝国がプレスター・ジョンの国と見なされるようになる。13世紀にプレスター・ジョンの情報を伝えたプラノ・カルピニやマルコ・ポーロは旅行記の中で「中央インド」に存在する黒人が住むキリスト教国「ハバシャ（アビシニア）」に言及し、いずれの旅行記でもハバシャがプレスター・ジョンの国であることは否定されていたが、彼らの記録はヨーロッパ世界のエチオピアへの関心を引き付けたとも考えられる。13世紀末にジェノヴァのウゴリーノとヴァディーノはジブラルタル海峡を抜け、アフリカ大陸南端を経由してインドに向かう航海に出たが行方不明になり、彼らは予想外に敵対的なプレスター・ジョンに捕らえられたのだという噂が広まった。
アクスム王国などのエチオピアの国家はイスラーム勢力との戦いでしばしば東ローマ帝国やポルトガルと同盟を結んでおり、ソロモン朝のダウィト1世（在位：1382年 - 1411年もしくは1380年 - 1412年）が最も早くプレスター・ジョンと見なされたエチオピアの王だと考えられている。1321年に布教のために西インドを訪れたドミニコ会士のヨルダヌスは報告書の中でプレスター・ジョンはエチオピアにいると述べており、ヨルダヌスのこの記述がエチオピアとプレスター・ジョンを結びつけた最古の記録だと考えられている。1400年までにエチオピアをプレスター・ジョンの国とする仮定は多くの人々に受け入れられ、イギリスのヘンリー4世はエチオピアのプレスター・ジョンに宛てた手紙を送付した。1411年から1415年にかけてヴェネツィアのアルベルティヌス・デ・ヴィルガによって作成された世界地図には、エチオピアが「プレスター・ジョンの国」として記されていた。
大航海時代の15世紀後半から16世紀前半にかけての時期には銀や香辛料などの獲得といった経済的目的のほか、プレスター・ジョンの探索も探検事業の推進力となっていたと考えられている。ポルトガル王国のエンリケ航海王子が西アフリカの探検事業を推進した理由は金山の発見のほかに、プレスター・ジョンの国の捜索が目的となっていたと言われている。エンリケ航海王子は、プレスター・ジョン（プレステ・ジョアン）の国の入り口となるエチオピア湾と思しき大きな湾の入り口を発見した場合には付近の住民にインドとプレスター・ジョンの情報を聞きまわるよう、船舶の乗組員に言いつけていた。
1486年にジョアン・アフォンソ・デ・アヴェイロに伴われてポルトガルの宮廷を訪れたベニン王国の使者は、ベニンから約1,400km離れた場所のオガネーという王の存在をポルトガルに伝えた。ベニンの使者が述べたオガネーはヨルバ人のオヨ王国の王だと考えられているが、オガネーは近隣の首長に対して錫の十字架を授与するなど教皇のように振る舞っていたと言われ、ポルトガル王ジョアン2世はオガネーがプレスター・ジョンの正体だと考えた。また、オガネーのほかに、はディオゴ・カンによって「発見」されたコンゴ王国の君主、莫大な富と強い権力を有するモノモタパ王国の王も、一時期プレスター・ジョンと見なされていた。
ベニンからの使者の報告を受け取ったジョアン2世は、地中海方面と西アフリカ方面にプレスター・ジョンの国とインドへの到達を目的とする探検隊を派遣した。トンブクトゥ、テクルルなど西アフリカ内陸部の都市に探索隊が派遣され、バルトロメウ・ディアスには西アフリカ沿岸の更なる南下が命じられた。地中海方面にはペル・ダ・コヴィリャンとアフォンソ・デ・パイヴァが派遣され、2人はイスラム教国のマムルーク朝が支配するエジプトに向かった。地中海を渡った2人はエジプトを経てイエメンのアデンに到達して別れ、パイヴァはエチオピアに、コヴィリャンはインド亜大陸に向かう。パイヴァはエチオピアに到着した後に病死し、コヴィリャンは西インドを探索した後にカイロに戻った。カイロに戻ったコヴィリャンはジョアン2世が派遣した使者に会い、インド探検の報告書を託してプレスター・ジョン捜索のためエチオピアに向かった。1493年にコヴィリャンはエチオピアに到着し、帝国から厚い待遇を受けるが帰国は許されなかった。

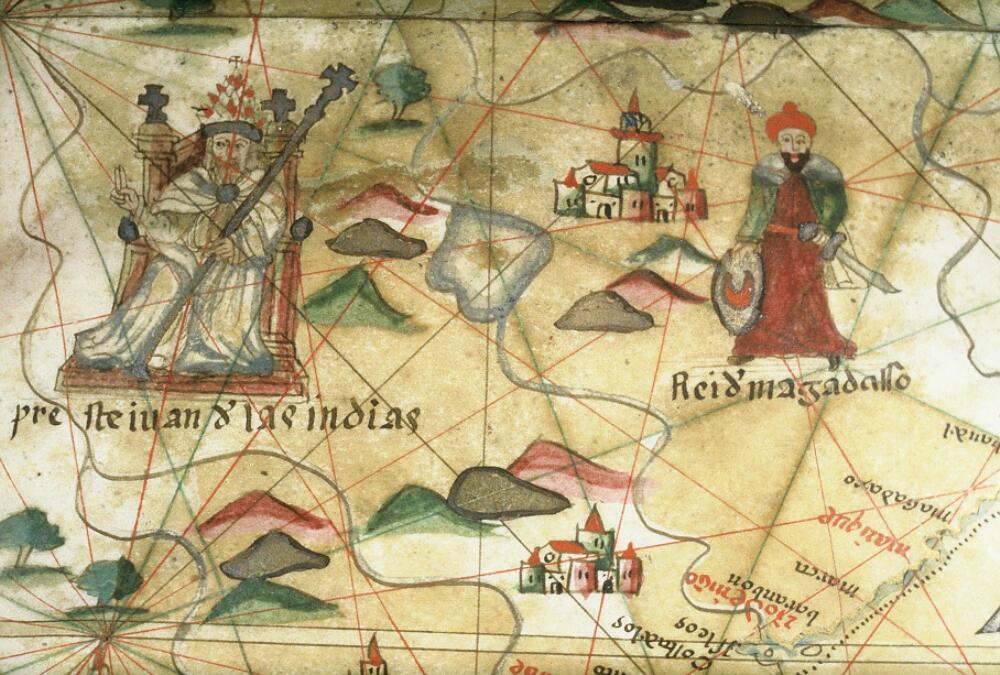

エチオピアに向かったコヴィリャンとポルトガル本国との連絡は途絶えていたが、1520年にエチオピアからの要請を受けて派遣されたドン・ロドリゴを団長とする使節団はこの地でコヴィリャンを発見し、エチオピアをプレスター・ジョンの国、当時のエチオピア王ダウィト2世（レブナ・デンゲル）をプレスター・ジョンとしてポルトガル本国に報告した。ドン・ロドリゴがコヴィリャンと再会した1520年以後、ポルトガルはエチオピアの王を「プレスター・ジョン」として認定した。使節団に随行した司祭フランシスコ・アルヴァレスはエチオピアの見聞録を「プレステ・ジョアンの国」の記録として記し、1540年にリスボンでアルヴァレスの見聞録が刊行された。
1572年にアブラハム・オルテリウスによって作成されたアフリカ大陸の地図には「月の山」などの架空の土地が多く描かれており、その中にはプレスター・ジョンの国も含まれていた。17世紀に入るとプレスター・ジョンの国は地図上から消滅するが、大航海時代の後も「プレスター・ジョンの国」はエチオピアの文学的な呼称として使われ続けられている。
17世紀前半からチベットを訪れたイエズス会の宣教師はキリスト教とチベット仏教の間に多くの共通点を見出し、1692年にチベットを訪れたイエズス会士アブリルは当時のダライ・ラマをプレスター・ジョンに例えた。

## プレスター・ジョンに関するフィクション
- ノーヴェル・W・ペイジ Norvell W. Page 『炎の塔の剣士』Flame Winds (1939) 『熊神の王国の剣士』Sons of the Bear-God (1939)  
  - ロバート・E・ハワードの英雄コナンシリーズの系譜を継ぐヒロイック・ファンタジーであり、プレスター・ジョンはコナン風の肉体派剣士として主役を務めた。性格もコナン風の味つけで、色も欲もある大らかな普通の人間として描かれている。
- ウンベルト・エーコ 『バウドリーノ』Baudolino (2000)
  - アレクサンデル3世やフリードリヒ1世の活躍した時代を史実と空想をない交ぜにユーモラスに描いた小説。プレスター・ジョンを求めて東方に旅に出るのはフリードリヒ1世の養子であり天賦の嘘つきの才を持つ主人公という設定。